# Hat-trick
Trong thể thao, một hat-trick (hoặc hat trick) có nghĩa là đạt được một thành tích tốt tới ba lần trong một trận đấu, hoặc thành tích khác trên cơ sở chia thành ba. Ví dụ trong bóng đá hoặc khúc côn cầu trên băng, một cầu thủ (bóng đá) có thể ghi ba bàn thắng vào lưới đối thủ (theo truyền thống thì một cầu thủ phải ghi 3 bàn liên tiếp thì mới gọi là hattrick nhưng ngày nay chỉ cần ghi 3 bàn là có thể gọi), trong khi ở cricket, người ném bóng có thể đem lại ba wicket trong ba pha giao bóng.
Hat-trick còn được dùng để miêu tả nhiều thứ khác, ví dụ đội bóng Inter Milan giành được ba danh hiệu trong mùa giải 2009-10 thì họ thường được gọi là đã có được một hat-trick danh hiệu hay còn gọi là cú ăn ba. Hay cầu thủ bóng đá Wayne Rooney được trao tặng ba giải thưởng cá nhân cũng được gọi như vậy. Hoặc trong bóng đá, tiền đạo nổi tiếng người Ba Lan Robert Lewandowski cũng có một hat trick trong trận đấu với FC Red Bull Salzburg tại vòng 1/16 giải Champions League.
Thuật ngữ hat-trick lần đầu tiên được sử dụng trong cricket, để mô tả chiến công của H.H Stephenson năm 1858 và được sử dụng trong in ấn lần đầu tiên vào năm 1878.